# Красно-бурая кустарниковая кукушка
Красно-бурая кустарниковая кукушка лат. Dasylophus superciliosus) — вид птиц из семейства кукушковых (Cuculidae). Выделяют два подвида. Ранее включался в род Phaenicophaeus. Эндемик Филиппин. Выделяют два подвида. Не является гнездовым паразитом.

## Описание

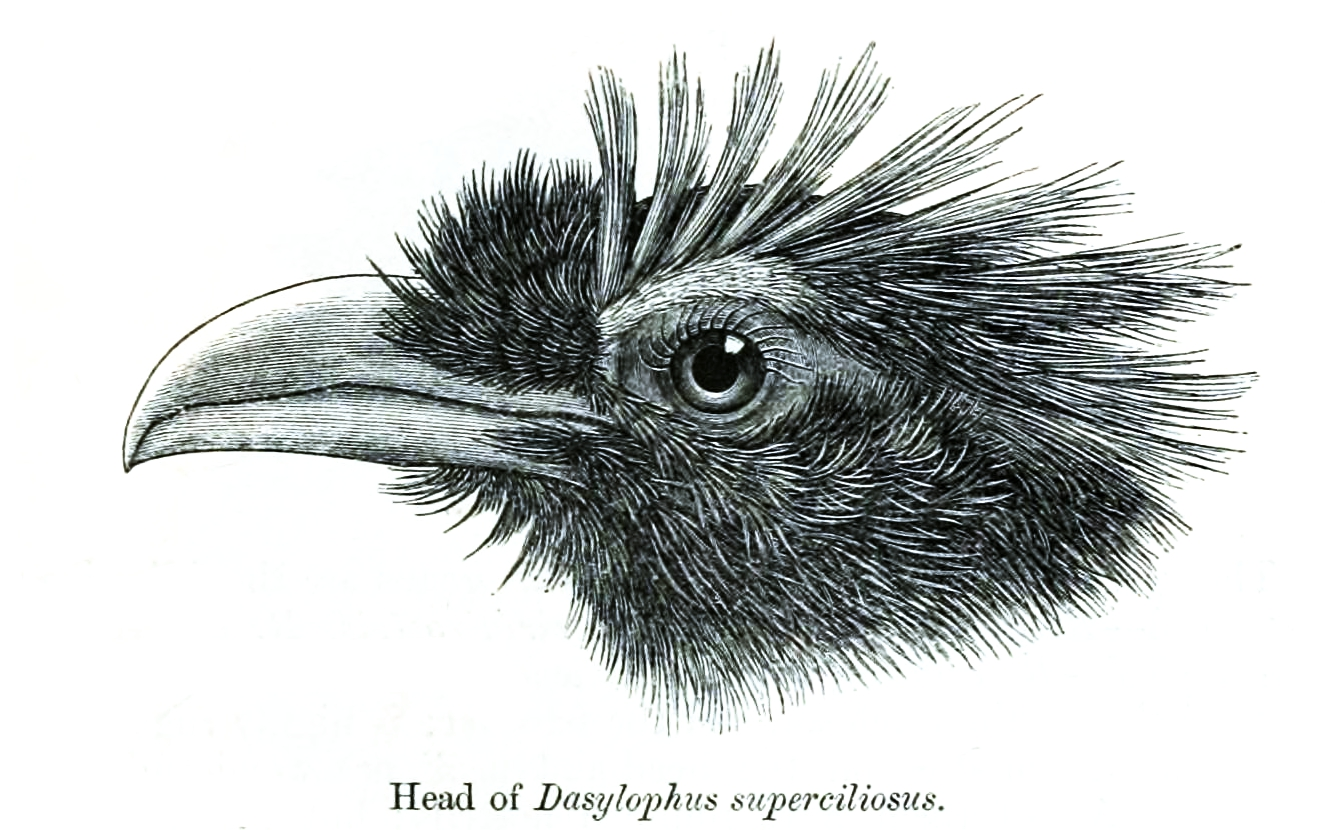
Рисунок головы

Красно-бурая кустарниковая кукушка достигает длины 38—41 см; самец весит 115 г, самка — 120 г. Половой диморфизм не выражен. Окраска оперения взрослых особей полностью глянцево-чёрная с зеленоватым отливом. Надбровная дуга состоит из длинных, слабо переплетенных красных перьев, идущих от лба к затылку. Все рулевые перья с белыми кончиками. Голые участки кожи вокруг глаз от красного до желтовато-оранжевого цвета. Радужная оболочка жёлтого цвета, клюв бледно-зелёный с оранжевым основанием, ноги спереди зеленоватые, сзади жёлтые. Молодые особи полностью чёрные или с коричневым лбом, без красного гребня (гребень появляется позднее, после исчезновения коричневой окраски лба), у них белые кончики хвостовых перьев более узкие, клюв от коричневого до зелёного цвета. У подвида P. superciliosus cagayanensis хохолок короче, части хохолка обеих сторон головы сходятся и сливаются на лбу, грудь бледнее.
Крики представлены короткими, нарастающими металлическими свистками.

## Места обитания
Красно-бурая кустарниковая кукушка обитает в лесистой местности, а также на лугах с кустарниками; встречается на высоте 100—800 м над уровнем моря. Ведёт оседлый образ жизни.

## Биология
Краснобурая кустарниковая кукушка питается в кронах деревьев, ходит и прыгает в переплетениях лиан, изредка опускается на землю, чтобы схватить насекомых, которые падают с веток. В состав рациона входят крупные насекомые (кузнечики, жуки), а также черви и ящерицы. Сезон размножения продолжается с мая по июнь. Описано одно гнездо в провинции Кагаян, которое находилось между побегами дерева Cordia dichotoma на высоте около 2 м над землей; гнездо состояло из трех слоёв с относительно крупными веточками во внешней части, сухими листьями в середине и выстлано изнутри мелкими веточками. В кладке было три белых яйца размером в среднем 34,2 × 24,7 мм. Птенцы оперяются по достижении массы 60 г.

## Классификация
Выделяют два подвида:
- Dasylophus superciliosus cagayanensis (Rand & Rabor, 1967) — провинция Кагаян (северо-восток Лусона)
- Dasylophus superciliosus superciliosus (Dumont, 1823) — Лусон (до юга провинции Кагаян)

Исследования, проведённые в начале 2020-гг, показали, что ареал подвида D. s. cagayanensis не ограничен провинцией Кагаян, но простирается до провинций Нуэва-Виская и Бенгет.